# 並木宗輔

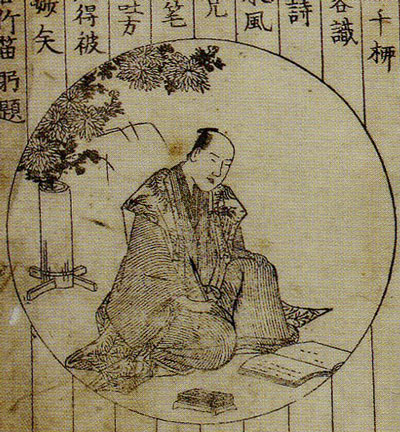
並木千柳（宗輔）肖像、『忠臣蔵岡目評判』より。

並木 宗輔（なみき そうすけ、元禄8年〈1695年〉〜 寛延4年9月7日〈1751年10月25日〉）とは、江戸時代の浄瑠璃作者。一時期、並木千柳(なみきせんりゅう、初代)と称した。浄瑠璃の三大傑作といわれる『菅原伝授手習鑑』、『義経千本桜』、『仮名手本忠臣蔵』の作者(合作)として名高い人物である。

## 経歴
もと備後国三原（現在の広島県三原市）にある臨済宗成就寺の、断継慧水という僧侶であった。三原の出身ではなかったらしく、大坂生れともいわれるがその出自については明らかではない。享保9年（1724年）、30歳のころ還俗して大坂に移り浄瑠璃作者となった。なぜ還俗して浄瑠璃作者になったのか、その経緯についても不明である。通称を松屋宗輔と称したが、この「松屋」とは大坂に移った際に入った養子先（または婿入り先）の屋号ではないかという。
当初並木宗助と名乗って豊竹座付の作者西沢一風の門人となり、享保11年（1726年）初演の『北条時頼記』に初めて作者として名をあらわしているが、その次の作『清和源氏十五段』で立作者（合作における監督責任者）となっている。元文2年（1737年）の正月以降、名を並木宗輔と改め単独作、合作も含めて多くの作を著した。この豊竹座時代の宗輔の作風は人間の本能の激しさ、罪業の深さ、封建社会の矛盾などを緻密な構成と写実的な筆致で描き出し非常に暗いといわれる。
寛保元年（1741年）、江戸に下りおよそ一年ほど滞在する。その間に江戸肥前座で活動、『石橋山鎧襲』を為永太郎兵衛との合作で執筆などしている。翌年8月に大坂に帰るが豊竹座を離れ、大坂で歌舞伎作者として安田蛙文らと『大門口鎧襲』などの歌舞伎の脚本を書いた。延享2年（1745年）再び浄瑠璃作者に復帰したが、豊竹座とはライバルであった竹本座に在籍し名を並木千柳と改め、二代目竹田出雲や三好松洛らとの合作で『菅原伝授手習鑑』、『義経千本桜』、『仮名手本忠臣蔵』のほか、『軍法富士見西行』、『源平布引滝』、『双蝶々曲輪日記』などの傑作を生み出した。これら作品の立作者についても諸説あるが、作風や経験から、いずれの作品も実質の立作者は宗輔とする説もある。寛延3年（1750年）竹本座から再び豊竹座に戻り、並木宗輔の名に復したが翌年の寛延4年9月、『一谷嫩軍記』を執筆中病により没した。享年57。

## 作品
以下は合作ではない宗輔の単独作で、全て豊竹座での初演である。
- 『南蛮鉄後藤目貫』 - 享保20年（1735年）2月初演。
- 『和田合戦女舞鶴』 - 享保21年（1736年）3月初演。
- 『安倍宗任松浦衣簦』 - 元文2年1月初演。
- 『釜淵双級巴』 - 元文2年7月初演。
- 『丹生山田青海剣』 - 元文3年（1738年）4月初演。
- 『奥州秀衡鬠壻』 - 元文4年（1739年）2月初演。
- 『狭夜衣鴛鴦剣翅』 - 元文4年7月初演。
- 『鶊山姫捨松』 - 元文5年（1740年）2月初演。

なお遺作となった『一谷嫩軍記』については三段目（熊谷陣屋の段）まで宗輔が書いていたが、のちに上演するに当って浅田一鳥らが四段目以降を補っている。